# Roox
Roox is een dorp in het district Galdogob, in de regio Mudug, Somalië. Roox ligt in het deel van Mudug dat behoort tot de zelfverklaarde semi-autonome staat Puntland. Het dorp ligt in een kale steppe met her en der wat lage plantengroei. Het gebied wordt door nomaden gebruikt voor extensieve veeteelt. In een -meestal droge- rivierbedding ten westen en zuiden van het dorp vindt wat kleinschalige landbouw plaats. Er is geen lagere school in Roox.
Klimaat: Roox heeft een aride steppeklimaat. De gemiddelde jaartemperatuur is 26,8 °C. April is de warmste maand, gemiddeld 28,3 °C; januari is het koelste, gemiddeld 24,3 °C. De jaarlijkse regenval bedraagt ca. 149 mm. Van december t/m maart en juni t/m september zijn er twee droge seizoenen en valt er vrijwel geen regen. De maanden april/mei en oktober zijn iets natter, maar ook dan valt er weinig neerslag: 30–51 mm per maand.